# Китайгородська сільська територіальна громада (Дніпропетровська область)
Китайгородська сільська територіальна громада — територіальна громада в Україні, у Дніпровському районі Дніпропетровської області. Адміністративний центр — село Китайгород.
Площа громади — 96,2 км², населення — 3367 мешканців (2018).
Громада утворена 13 липня 2017 року шляхом об'єднання Китайгородської та Рудківської сільських рад колишнього Царичанського району.
17 липня 2020 року, в результаті адміністративно-територіальної реформи та ліквідації Царичанського району, колишня територія громади повністю увійшла до складу Дніпровського району.

## Населені пункти
До складу громади входять 5 сіл: Китайгород, Кравцівка, Рибалки, Рудка та Щербинівка.